# Le Noirmont
Le Noirmont (antiguamente en alemán, Schwarzenberg; literalmente, El Monte Negro) es una comuna suiza ubicada en el cantón de Jura. Tiene una población estimada, a fines de 2021, de 1909 habitantes.
Está localizada en el distrito de Franches-Montagnes.